# Slotkerk (Düsseldorf)
De Slotkerk (Duits: Schlosskirche) is een protestantse kerk in Eller, sinds 1909 een stadsdeel van Düsseldorf. Het godshuis werd in het begin van de 20e eeuw in neoromaanse stijl gebouwd. Het kerkgebouw behoort tot de Evangelische Kerk in het Rijnland. 

## Geschiedenis
De protestantse kerk in Eller ontstond in het begin van de 20e eeuw. Aanvankelijke woonden slechts enkele protestantse gezinnen in Eller, maar met de toestroom van werknemers in de industrie en spoorwegen groeide het aantal protestantse inwoners. Op 1 oktober 1904 werd de zelfstandige protestantse gemeente van Eller opgericht. De nieuwe gemeente omvatte naast Eller ook de stadsdelen Wersten en delen van Venhausen. 
De bouw van een kerk werd mogelijk gemaakt door de bezitters van het Slot Eller, Hermann von Krüge en Clara Vohwinkel. Het echtpaar schonk de jonge protestantse gemeente een stuk bouwgrond en voorzag het van kapitaal voor de bouw van het kerkgebouw en de pastorie. De planning en bouw van de kerk gaan op de architect Mortiz Korn terug.

## Beschrijving
De Slotkerk is een drieschepige basiliek met vier traveeën. Aan de voorgevel is een narthex aangebouwd, een over de gehele breedte rijkende voorhal. De toren is deels in het middenschip geplaatst en wordt door tweelingvensters aan de zijkant en drielingvensters aan de voor- en achterzijde verdeeld. De lichtbeuk wordt eveneens door drielingvensters met zuiltjes onderbroken. Het uiterlijk van de kerk wordt verder door lisenen en rondboogfriezen bepaald. In de apsis bevindt zich het altaar dat naast het doopvont en de kansel wordt beheerst door een eenvoudig houten kruis. Aan beide zijden van het koor zijn aparte ruimten voor het gemeenteleven aangesloten. De sacristie achter de koorruimte is apsisvormig en heeft nevenruimten. 